# Dremel
Dremel /ˈdrɛməl/ drem-əl és una marca multinacional d' eines elèctriques, centrada en aplicacions de millora de la llar i hobbies Dremel és coneguda principalment per les seves multieines rotatives, com ara les sèries Dremel 3000, 4000 i 8200, que són similars a les rectificadores pneumàtiques que s'utilitzen a la indústria metal·lúrgica pels fabricants d'eines o motlles Més tard, Dremel va ampliar la seva gamma de productes i ara produeix eines de butà, serres de taula i manuals i eines oscil·lants L'empresa va ser comprada per Robert Bosch GmbH el 1993 i ara és una divisió de Robert Bosch Tool Corporation.

## Història

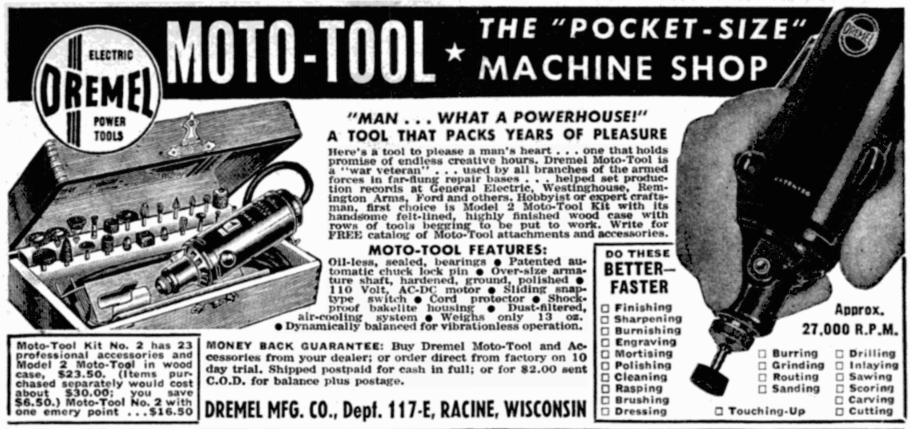
Anunci de 1947 per a la rectificadora de matrius Dremel Moto-Tool

Les esmoladores Dremel van ser desenvolupades originalment per Albert J. Dremel, un inventor austríac, que va fundar la Dremel Company a Racine, Wisconsin, el 1932. Dremel tenia 55 patents en una àmplia gamma d'invents. El seu primer producte, llançat dins de l'empresa, va ser un afilador de fulles d' afaitar elèctric, que va perdre popularitat quan les navalles d'afaitar d'un sol ús barates van començar a estar disponibles. Dremel va desenvolupar la mini-eina rotativa d'alta velocitat, més tard anomenada Dremel Multitool, per la qual l'empresa continua sent coneguda. Aquell invent va tenir èxit en el mercat de les aficions i l'artesania.
El 1948, Dremel va regalar als seus empleats un 3% dels beneficis a final d'any, vista com una idea radical en aquell moment. Dremel va morir el 18 de juliol de 1968 a l'edat de 81 anys.
La gent va trobar moltes maneres d'utilitzar les multieines rotatives. Segons sembla, a la dècada del 1940, el Departament de Defensa dels Estats Units va utilitzar multieines rotatives Dremel per desenvolupar la primera bomba atòmica. Els metges de l'exèrcit utilitzaven les eines en l'abrasió dèrmica, per reduir el teixit cicatricial de les ferides de batalla. Les eines Dremel també s'utilitzen en tatuatges, pels ortopedistes per donar forma a les plantilles de sabates i pels dentistes per elaborar pròtesis dentals.
El 2013, Dremel va afirmar que hi havia més de 17 milions de les seves multieines rotatives en ús.

### Cronologia
- 1932 – Albert J. Dremel va fundar l'empresa Dremel.[5] Finalment, va obtenir 55 patents, incloent-hi gomes d'esborrar elèctriques, tallagespes amb empenta i esmoladors de fulles d'afaitar.
- 1935 – Introducció de la primera eina rotativa manual d'alta velocitat, anomenada Moto-Tool.
- 1939 – Es desenvolupa la Dremel Moto-Saw.
- 1964 – Introducció del gravador elèctric Dremel.
- 1973: Introducció de la serra de taula compacta i la lijadora de disc/banda multiusos. Emerson Electric va adquirir Dremel Manufacturing Company
- 1993 – Robert Bosch Tool Corporation compra la marca Dremel.
- 2003: Dremel introdueix la bateria de liti-ió per a eines elèctriques. Nova creació d'eines: la Dremel de ions de liti de 10,8 volts.

## Operacions
Les activitats de Dremel als EUA operen des de Mt. Prospect, Illinois. Les activitats de Dremel a Europa, Orient Mitjà i Àfrica són gestionades per Dremel Europe, amb seu a Breda, Països Baixos.

## Multieines rotatives

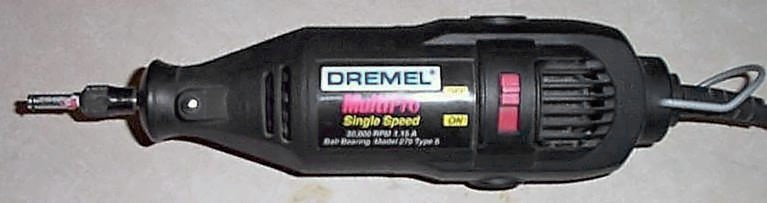
Una esmoladora elèctrica Dremel 'MultiPro' d'una sola velocitat.

L'empresa fabrica sis tipus d'eines rotatives: tres amb cable i tres sense cable. Al llarg de la seva història, Dremel ha creat més de 30 dissenys i models diferents, principalment per fer millores per a la llar i per un ús com a hobby. Hi ha molts accessoris i complements disponibles, tant de Dremel com de diversos altres proveïdors. La marca Dremel també s'ha convertit en sinònim d'eines rotatives similars d'altres fabricants.
El concepte de la Dremel Moto-Tool original era fer girar una broca subjectada en una pinça a alta velocitat. Les versions de velocitat variable cobreixen un rang de 3.000 a 37.000 rpm. El Dremel es basa en l'alta velocitat, en lloc de l'alt parell motor d'un trepant elèctric convencional. Inserint la broca (o fresa ) adequada, l'eina pot realitzar operacions de trepat, esmolat, esmolat, tallat, netejat, polit, lijat, fresat, tallat i gravat. Els primers models sense fil es comercialitzaven com a Dremel Freewheeler. Les opcions de Dremel inclouen un accessori de planadora en miniatura i un accessori de serra de calar que permet que l'eina actuï com una petita serra recíproca. Altres multieines rotatives Dremel inclouen una eina sense fil per tallar carbasses, una eina sense fil per pentinar les ungles de les mascotes i una eina sense fil per netejar golfs.

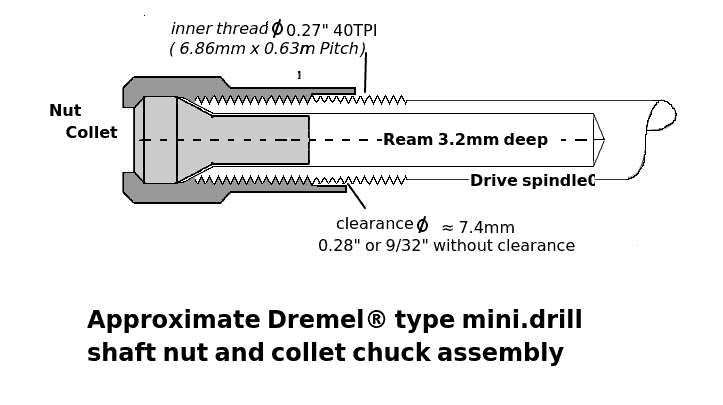
Disposició aproximada del cargol i la pinça /femella tipus Dremel

Les pinces són flexibles i accepten tant Dremel originals com marques alternatives d'eixos de capçal de tall, esmolat i polit.
| Diàmetre | Imperial       | Mètrica    |
| Dremel   | polzada        | mm*        |
| -------- | -------------- | ---------- |
| 480      | 0,125″ (1/8″)  | 3,0–3,2 mm |
| 481      | 0,094″ (3/32″) | 2,4–2,5 mm |
| 482      | 0,063″ (1/16″) | 1,5–1,6 mm |
| 483      | 0,031″ (1/32″) | 0,8–1,0 mm |

## Altres eines
Dremel fabrica també pistoles de cola calenta, serres de calar, eines de butà, polidores orbitals, versatips i tornavisos elèctrics, així com accessoris i complements. Les eines Dremel es classifiquen en sistemes d'eines compactes i sistemes màquines de mà
A finals del 2008, Dremel va llançar una eina oscil·lant, després que caduqués la patent del Fein Multimaster. La versió de l'eina de Dremel s'anomena Multi-Max.
3Pi Tech Solutions ven impressores 3D amb la marca Dremel.